# 比利·麥科爾
威廉·柯林斯（William Collins；1951年11月15日—2014年1月1日）其藝名比利·麥科爾（Billy McColl），是著名的蘇格蘭演員。

## 外部連結
- 比利·麥科爾在互联网电影资料库（IMDb）上的資料（英文）